# Mitsue Ichimura
Pour les articles homonymes, voir Ichimura.
Michie Ichimura (市村 光恵, Ichimura Mitsue), né le 5 août 1875 à Hasuike (ja), dans la préfecture de Kōchi, et mort le 27 septembre 1928 à Kyoto, est un professeur d'université et homme politique japonais, premier maire de Kyoto élu par le conseil municipal, en 1927.

## Biographie
Michie Ichimura naît le 5 août de la 8e année de l'ère Meiji (1875) dans le village de Hasuike (ja), district de Takaoka, dans l'ancienne province de Tosa,,. Il effectue ses études secondaires au Premier lycée du district de Takaoka, dans le bourg de Takaoka, puis au Lycée normal de la préfecture de Kōchi, avant de poursuivre des études postsecondaires au Premier Lycée à Tokyo. Il sort diplômé  en droit allemand de la faculté de droit de l'université impériale de Tokyo en 1902,. En 1910, il reçoit son doctorat de droit.
L'année de l'obtention de son diplôme, il devient conférencier à l'université impériale de Tokyo, puis en 1903, professeur adjoint à l'université impériale de Kyoto,. En 1906, il effectue des études en Allemagne et en France, et revient en 1909 au pays pour devenir professeur, enseignant le droit constitutionnel, le droit public et le droit allemand, et deviendra plus tard professeur émérite,. En 1912, il est envoyé en Chine et en Corée, notamment à Port Arthur, puis en 1916 aux Indes orientales néerlandaises. En 1914, après la démission de Masataro Sawayanagi (en) en tant que recteur de l'université de Kyoto, il fait partie des membres du comité de négociation sur l'affaire Sawayanagi, dans laquelle le concerné a renvoyé sept professeurs sans consultation préalable. En juillet de cette année, il est brièvement en tant que directeur du campus d'Osaka de l'université Nihon. À partir du 23 juin 1917, il sert en tant que conseiller municipal du village de Shimogamo (ja), dans le district d'Otagi (ja). Le village est fusionné à Kyoto le 1er avril 1918. En 1921, il est envoyé en Europe et aux États-Unis, puis l'année suivante en Chine de nouveau.
En 1927, à la suite du départ de Kōnosuke Yasuda pour des raisons de maladie, le conseil municipal choisit Ichimura, professeur de droit de l'université de Kyoto, comme candidat. Une élection municipale est organisée, la première où tous les membres du conseil peuvent voter, et il est élu. Il prend fonction comme maire de Kyoto le 20 août 1927 et quitte en conséquence son poste de professeur,,,. Il démissionne au bout de trois mois, le 13 novembre, entrant en conflit avec le conseil municipal après avoir tenté de réduire les rangs de cour durant la nomination de hauts fonctionnaires,. Il est remplacé par le maire adjoint Gotō Hiroaki (ja), qui avait précédemment pris fonction après la démission de Kōnosuke Yasuda. Bien qu'initialement un fervent défenseur du Tennō Shukan (ja), dû à l'influence de son professeur Hozumi Yatsuka, théorie définissant l'État comme faisant partie de l'empereur, il adopte après ses études à l'étranger une position plus modérée, celle du Tennō Kikansetsu (ja), qui veut l'empereur comme une partie de l'État, responsable d'écouter les critiques des organes gouvernementaux subordonnés ; il critique ainsi Uesugi Shinkichi (en), ardent défenseur de la première théorie après un débat en 1912 dans lequel Uesugi attaque la théorie de Tatsukichi Minobe,. Sur le plan idéologique, Ichimura était plutôt centriste, s'opposant à une démocratisation rapide, tout en critiquant la révolution russe.
Il meurt le 27 septembre 1928 à l'âge de 53 ans,,,. Il est inhumé au cimetière du temple Daijō-ji (大乗寺) de Kamigamo (ja), à Kyoto.

## Distinctions
Il reçoit un doctorat honoraire de l'université de Kyoto le 10 octobre 1927.

## Publications
- (ja) 国家及国民論 [« Théorie de l'État et du Peuple »], 国民大学会,‎ 1914, 422 p. (DOI https://doi.org/10.11501/950428)[1].
- (ja) 行政法原理 [« Théorie du Droit administratif »], Hōbunkan (ja),‎ 1915[1].
- (ja) 帝国憲法論 [« Théorie de la Constitution de l'empire »], Yūhikaku Shobō (ja),‎ 1915 (lire en ligne)[1].